# روباه دماغه
روباه دماغه (نام علمی: Vulpes chama) نام یک گونه از سرده روباه‌ها است.